# Mark Chisholm
Mark Chisholm (Gladstone, 18 de septiembre de 1981) es un exjugador australiano de rugby que se desempeñaba como segunda línea, pero también podía hacerlo de Flanker.

## Carrera

### Clubes
Chisholm debutó en el Super Rugby en el año 2002 con los Queensland Reds subiendo desde la cantera de Energex Reds College. La temporada siguiente recaló en los Brumbies donde hizo su debut en un partido contra los Cats en Johannesburgo saliendo desde el banquillo, en esa misma temporada jugó seis partidos más. 
Chisholm ha sido un pilar fundamental en el XV titular de los Brumbies , ocupando la posición de Segunda línea titular durante años, gracias a la fuerza y potencia que le dan sus 115 kg de peso. Chisholm llegó a ser campeón del Super 12 en el año 2004. En 2007 Chisholm fue nombrado mejor delantero de los Brumbies y segundo de la competición por detrás de George Smith en el Premio Brett Robinson,  actualmente es el segundo lock con más partidos del club por detrás de David Giffin (80 caps ). Terminó la temporada 2010 del Super 14 a sólo 12 partidos por debajo del centenar de partidos en esa competición.

### Internacional
Chisholm jugó para el equipo sub-19 de Australia en el 2000, y en la categoría sub-21 en 2001 y 2002.
Chisholm también ha sido una figura clave en la selección Wallaby desde que hizo su debut en 2004 en una gira mundial de Australia substituyendo a Nathan Sharpe. 
Fue seleccionado con los Wallabies para jugar la Copa del mundo de 2007. Él es el jugador australiano nº 32 en llegar a los 50 partidos con Australia. Él fue descartado para competir en la Copa Mundial de 2011, debido a la ruptura de su ligamento cruzado anterior en un partido del Super Rugby con los Brumbies en junio de 2011. En verano de 2015 después de que el aviron bayonnais perdiera la categoría en la temporada 2014-2015 Chisholm decide cambiar de liga fichando por Munster.

### Palmarés y distinciones notables
- Super Rugby: 2003 (Blues)
- Seleccionado para jugar con los Barbarians